# Port lotniczy Kyrdżali
Port lotniczy Kyrdżali – port lotniczy położony w Kyrdżali, w Bułgarii. Obsługuje połączenia krajowe.